# نیروهای محافظت عامه افغانستان
نیروهای محافظت عامه افغانستان (به انگلیسی: Afghan Public Protection Force) (APPF)، یک نهاد فراهم کننده خدمات امنیتی در حکومت جمهوری اسلامی افغانستان است که به هدف محافظت از مردم، تأسیسات، تسهیلات و پروژه‌های ساختمانی ایجاد گردیده بود. نیروهای محافظت عامه یک تجارت دولتی (SOE) مربوط به وزارت امور داخله جمهوری اسلامی افغانستان بود و به این منظور ایجاد گردید تا با مشتریان داخلی و بین-المللی (مانند، موسسات کمک کننده دولتی، سازمان مردم‌نهاد، شرکت‌های خصوصی، نیروهای بین‌المللی کمک به امنیت (ISAF) و …) برای فراهم نمودن خدمات امنیتی وارد قرارداد شود. نیروهای محافظت عامه افغانستان از ۲۰ مارس ۲۰۱۲ تا ۲۰ مارس ۲۰۱۳ باید به عنوان تنها فراهم کننده خدمات در مقابل پول، جایگزین تمامی شرکت‌های امنیتی خصوصی غیردیپلماتیک می‌شد. محافظان APPF طبق قانون ملزم نیستند تا جرایم را تحقیق نمایند یا مظنون‌ها را دست‌گیر کنند.

## پس‌زمینه
منابع مرتبط به نیروهای بین‌المللی کمک به امنیت (آیساف) می‌گویند که این برنامه نخستین‌بار در ۲۰۰۹ ایجاد گردید تا پولیس، دارای یونیفورم افغان بتوانند بیشتر به وظیفه اصلی پولیس که تنفیذ قانون است تمرکز نمایند. نیروهای محافظت عامه افغانستان به تاسی از فرمان ۶۲ ریاست جمهوری (PD 62) مورخ ۱۷ اوت ۲۰۱۰‏ که طی آن شرکت‌های امنیتی خصوصی در افغانستان منحل گردید، به عنوان مکانیزم جایگزین دولت برای ارایه خدمات امنیتی عمل می‌نماید. براساس گزارش رسانه‌ها، رئیس‌جمهور کرزی شرکت‌های امنیتی خصوصی را به عنوان یک ساختار موازی و بازرسی نشده قدرت توصیف کرده‌است که تلاش‌ها برای ایجاد ثبات در کشور را تضعیف می‌کند. رسانه‌ها و پژوهش‌گران منبع باز می‌گویند که شرکت‌های امنیتی خصوصی در رابطه به فساد و انحراف وجوه و پرسنل مربوطه سکتور امنیتی افغان مورد انتقاد قرار گرفته‌اند و مسئول جرایم فراوانی علیه مردم هستند.
یک استراتژی میانی برای اجرای فرمان ۶۲ ریاست جمهوری به تاریخ ۱۵ مارس ۲۰۱۱ توسط وزیر امور داخله جمهوری اسلامی افغانستان بسم الله محمدی و مشاور ارشد رئیس‌جمهور کرزی اشرف غنی به امضاء رسید که طبق آن شرکت‌های امنیتی خصوصی بر اساس فرمان ۶۲ ریاست جمهوری به‌طور رسمی الی ۲۰ مارس ۲۰۱۲ به کار خود ادامه می‌دهند. این استراتژی میانی به شرکت‌های امنیتی خصوصی که پایگاه‌های آیساف، پروژه‌های ساختمانی و امنیت سایت‌های ثابت را به عهده دارند اجازه می‌دهد تا الی ۲۰ مارس ۲۰۱۳ به وظایف خود به‌طور کامل ادامه دهند. قراردادهای امنیتی دیپلماتیک طبق اصولی که در قرارداد وین درباره روابط سیاسی وضع شده‌است از این فرمان مستثنی می‌باشد.

## تشکیلات
وب سایت رسمی APPF آمده‌است که، «مرکزی فرمان‌دهی نیروهای محافظت عامه افغانستان در کابل مستقر بوده و مراکز فرمان‌دهی آن در هشت زون که عبارت از هرات، شمشاد، مزار شریف، شهر کندز، قندهار، گردیز، شهر هلمند و شهر جلال‌آباد می‌باشد مستقر گردیده‌است. نیروهای محافظت عامه افغانستان توسط معین وزارت امور داخله جمال صدیقی، کسی که ریاست هیئت اجرائی تصدی دولتی نیروهای محافظت عامه افغانستان را بر عهده دارد، رهبری می‌گردد. وی دو معاون دارد، برید جنرال سردار محمد سلطانی رئیس اوپراسیون/عملیات‌ها و آقای نورخان حیدری رئیس امور تجاری».
گروه مشورتی نیروهای محافظت عامه افغانستان در سپتامبر ۲۰۱۱ توسط آیساف تشکیل شد تا در همکاری با وزارت امور داخله به ایجاد و تطبیق این برنامه کمک کند. طبق گزارش‌ها، اجرای موفقیت‌آمیز این برنامه می‌تواند تا ۲۰ میلیارد دالر از هزینه‌های نیروهای بین‌المللی کمک به امنیت (آیساف)، USAID و پروژه‌های انکشافی اجتماع بین‌المللی صرفه جویی نماید و باعث ایجاد هزارها شغل برای افغان‌ها شود.

## روند انتقال
روند انتقال به نیروهای محافظت عامه افغانستان گفته می‌شود که دارای سه هدف اصلی است: انتقال پرسونل موجود شرکت‌های امنیتی خصوصی به نیروهای محافظت عامه افغانستان، انتقال قراردادهای موجود به نیروهای محافظت عامه افغانستان و انتقال اختیاری شرکت‌های امنیتی خصوصی موجود به شرکت‌های مدیریت خطر. شرکت‌های مدیریت خطر (RMC) در استراتژی میانی قرار ذیل تعریف شده‌است:
«شرکت‌های مشورتی در رابطه به امنیت اشخاص، امور لوژستیکی، حمل و نقل کالاها و تجهیزات، سوق و اداره کارکنان امنیتی APPF بر مبنای نورم‌های حرفه‌ی، که از روش‌های متعارف در صنعت اتخاذ شده و وزارت امور داخله با آن موافقت نموده‌است، مشاوره را فراهم می‌کنند. شرکت‌های مدیریت خطر هیچ‌گونه خدمات امنیتی فراهم نمی‌کنند، اما خدمات مشاورت و امور سوق اداره را به نمایندگی از همکاران تطبیق کننده انکشافی و قرارداد خدمات امنیتی با APPF برای نهادهای انکشافی را به نمایندگی از همکار تطبیق کننده فراهم می‌کند.»
ماده‌های سوم و چهارم فرمان ۶۲ ریاست جمهوری به شرکت‌های امنیتی خصوصی دو گزینه می‌دهد، یا آن‌ها تسلیحات و تجهیزات خود را به حکومت جمهوری اسلامی افغانستان بفروش برسانند یا آن‌ها را از کشور خارج نمایند.

## آموزش
مرکز آموزش نیروهای محافظت عامه افغانستان (ATC) در ولایت کابل تأسیس شده‌است و آموزش‌ها توسط استادان مجرب از پلیس ملی افغانستان در همکاری با پرسنل ماموریت-آموزش ناتو در افغانستان و داینکورپ (شرکت صنایع جنگ‌افزاری آمریکایی) فراهم می‌گردد. برنامه آموزشی APPF برای محافظان عادی برای ۳ هفته بوده و قرار گزارش‌ها مشتمل بر ۷۴ هدف آموزشی است که شامل دفاع از خود، آموزش تسلیحات، تاکتیک‌های ابتدایی پلیس و روابط اسلامی می‌باشد.

## شرایط استخدام و امتیازات محافظان
براساس یک منبع آنلاین که مختص به پوشش خبری جنگ افغانستان است، محافظانی که می‌خواهند وارد نیروهای محافظت امنیتی افغانستان شوند از طریق موارد ذیل مورد بررسی قرار می‌گیرند:
1. تذکره تابعیت (کارت هویت افغانستان)
2. دو ضمانت خط از بزرگان ناحیه ویا ضمانت کننده‌ها
3. معلومات شخصی
4. بررسی سابقه جرمی
5. بررسی استفاده از مواد مخدر
6. بررسی صحی
7. گردآوری مشخصات بایومتریک و وارد نمودن آن در سیستم بایومتریک وزارت امور داخله

محافظان نیروهای محافظت عامه افغانستان که پذیرفته می‌شوند از امتیازات ذیل برخوردار می‌گردند:
1. معاش ماهانه + پرداخت‌های تشویقی در وظایف پرخطر
2. مراقبت‌های صحی رایگان[۲۹]
3. واجد شرایط برای تقاعد
4. ۲۰ روز مرخصی تفریحی با مزد در سال
5. ۲۰ روز مرخصی مریضی با مزد در سال
6. ۱۰ روز مرخصی ضروری با مزد در سال
7. بدل اعاشه/پول غذا (یا فراهم شدن غذا توسط مشتری APPF)
8. اکرامیه شهادت و تدفین برای خانواده (معادل مزایای فعلی)
9. رتبه/درجه نظامی، وضعیت و سطح تخصص هنگام انتقال به APPF مد نظر گرفته خواهد شد

## نگرانی‌ها و راه پیش‌رو
شرکت‌های امنیتی خصوصی موجود، موسسات کمک کننده و دیگران که با رسانه‌ها مصاحبه نموده‌اند، نگرانی خود را از زمان‌بندی تطبیق، آمادگی و شایستگی محافظین APPF، هزینه‌های بیشتر برای مشتریان و پیامدهای تعدادی از شرکت‌های امنیتی خصوصی ثبت نشده اظهار داشته‌اند. قراردادی‌های بازسازی آمریکایی اظهار داشتند که عقد قرارداد با APPF «می‌تواند قراردادی‌ها را مجبور به نقض قواعد مرتبط به قرارداد ایالات متحده نموده و در نتیجه در معرض تعلیق یا ممانعت فدرال قرار گیرند».
آسوشیتد پریس گزارش می‌دهد که رئیس کمیته نیروهای مسلح مجلس نمایندگان ایالات متحده، نماینده هاورد مک‌کیون قانونی را در مجلس پیشکش خواهد کرد که «قراردادی‌های خصوصی و افغان‌ها را از محافظت تأسیسات ایالات متحده منع می‌کند». این قانون پیشنهادی تصریح می‌کند که اکر رئیس‌جمهور این لایحه را رد کند، «وی باید به کنگره ایالات متحده اطمینان دهد که قراردادی‌های امنیتی خصوصی یا نیروهای محافظت عامه افغانستان حداقل می‌توانند به اندازه محافظتی که نیروهای مسلح ایالات متحده فراهم می‌کنند، از تأسیسات محافظت نمایند».
نیروهای محافظت عامه افغانستان خبری را در ۲۰ مارس ۲۰۱۲ نشر نموده و گزارش می‌دهد که ۱۲ جواز شرکت‌های مدیریت خطر و ۱۸ جواز قراردادی‌های امنیتی خصوصی صادر شده‌است. در مقالهٔ که به تاریخ ۱۸ مارس ۲۰۱۲ در واشینگتن پست به نشر رسید، گفته شده‌است که «حکومت افغانستان به شرکت‌های خصوصی از چند هفته تا ۹۰ روز فرصت داده‌است که خود را از محافظین امنیتی خصوصی به نیروهای محافظت عامه افغانستان تغییر دهند، این تمدید فرصت تنها سه روز قبل از ضرب الاجل قبلی که ۲۱ مارس ۲۰۱۲ تعیین شده بود نشر می‌شود. آسوشیتد پرس گزارش داد، که تا تاریخ ۲۱ مارس ۲۰۱۲ انتظار می‌رود تا ۱۱٬۰۰۰ محافظین شرکت‌های امنیتی خصوصی به برنامه نیروهای محافظت عامه حکومت افغانستان انتقال نموده باشند.